# Leucauge mariana
Leucauge mariana este o specie de păianjeni din genul Leucauge, familia Tetragnathidae. A fost descrisă pentru prima dată de Taczanowski, 1881. Conform Catalogue of Life specia Leucauge mariana nu are subspecii cunoscute.